# Isländsk litteratur

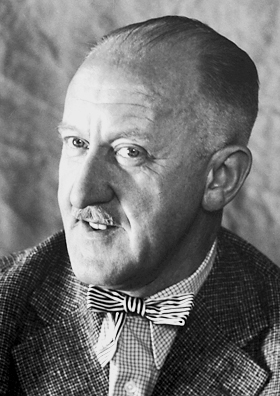
Halldór Laxness, som fick nobelpriset i litteratur 1955 "för hans målande epik, som förnyat den stora isländska berättarkonsten”".

Isländsk litteratur är litteratur skriven på Island eller av islänningar. Litteraturen började skrivas på 1200-talet. Språken isländska och fornnordiska är mycket snarlika, och det mesta av den fornnordiska litteraturen är skriven på fornnordiska. Därför har fornnordisk litteratur ofta felaktigt setts som en del av isländsk litteratur.
Den isländska litteraturen är mest känd genom de sagor som skrevs under medeltiden, med början på 1200-talet. Även verk författade i Norge återfinns dock i litteraturpubliktionen Sýnisbók íslenzkra bókmennta til miðrar átjándu aldar ('Antologi med isländsk litteratur fram till mitten av 1700-talet'), sammanställd av Sigurður Nordal), med argumentationen att språket var samma.

## Tidig isländsk litteratur
Den äldsta isländska litteraturen delas vanligen upp i tre olika delar:
- Den poetiska Eddan
- Sagor
- Snorres Edda

### Eddorna
Ursprunget till begreppet "Edda" har varit föremål föremål för visst diskuterande. De flesta menar att det härrör från den fornnordiska termen edda, med betydelsen 'farfars mor'. Vissa ser dock en referens till Oddi, en plats där Snorre Sturlasson (författare av Den prosaiska Eddan) växte upp.

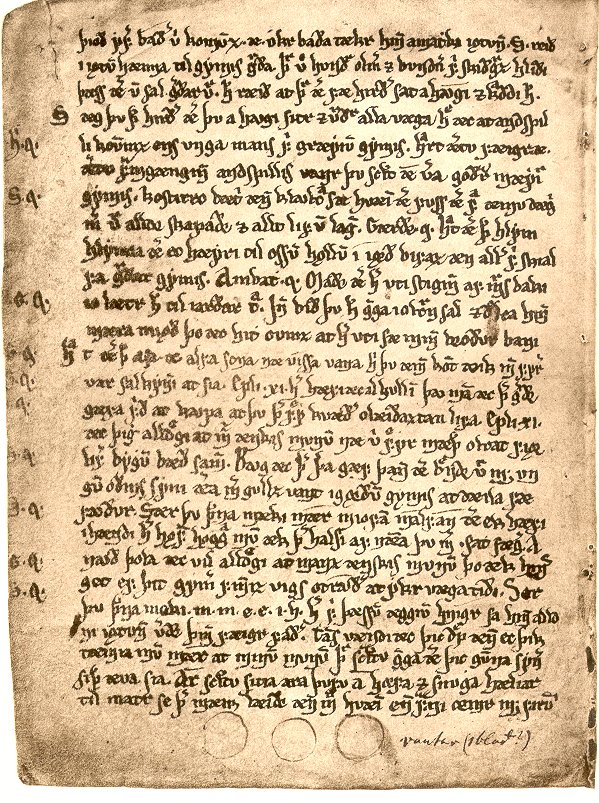
Skírnismál, en av dikterna i Den poetiska Eddan.

Den äldre Eddan (Den poetiska Eddan) är en samling fornnordiska dikter och berättelser från sent 900-tal. Den attribuerades ursprungligen till Sæmundr fróði, något som numera förkastats av litteraturvetenskapen.
De här dikterna och berättelserna stammar sannolikt från det skandinaviska fastlandet, men de skrevs först ner på 1200-talet och då på Island. Det ursprungliga manuskriptet till Den poetiska Eddan är Codex Regius. Detta upphittades på södra Island 1643 av Brynjólfur Sveinsson, biskop av Skálholt.
Den yngre Eddan (Den prosaiska Eddan) skrevs av Snorre Sturlasson. Den innehåller ett stort antal mytologiska berättelser och på så sätt den huvudsakliga källan till modern förståelse av den nordiska mytologin. Den yngre Eddan förklarar även vissa drag hos medeltida isländsk diktkonst, eftersom den innehåller ett antal kenningar. Bokens huvudsakliga syfte var som handbok i poesi för isländska skalder.

### Skaldediktningen
Skaldediktningen skiljer sig från Eddadiktningen genom att den komponerades av välkända isländska skalder. Istället för att berätta om mytologiska händelser, ägnade sig den här poesin åt att lovsjunga adelsmän och kungar, minnas eller driva med mer eller mindre viktiga händelser från förr eller samtiden.
I längre berättelser kom dikter ofta till användning i samband med en paus i berättelsen, där de gav vidgat perspektiv till de beskrivna händelserna. Poesin användes också till att ge form åt känslor i en isländsk saga. Exempelvis innehåller Egils saga en dikt som handlar om hur Egil förlorade sina söner, en dikt som är både lyrisk och känslosam.
Skaldediktare var högt sedda medlemmar av det isländska samhället, och de delades vanligen in i fyra olika grupper:
1. Yrkespoeter (hos kungens hov eller hos isländska stormän) När skaldediktare komponerade lyrik för kungar, skrev de i syfte att lovsjunga kungen, skriva ner hans förhavanden och hylla honom. De här dikterna räknas som någorlunda historiska korrekta, även om de ofta kan utelämna (för härskaren) negativa sidor hos ett beskrivet skeende. Stormannafamiljer uppskattade också poesi, och diktare skaldade även i samband med viktiga händelser i deras liv.
2. Privata poeter. De här poeterna skrev inte för att tjäna pengar. Snarare ville de genom sitt skrivande delta i samhällslivet, bland andra diktare.
3. Präster. Dessa skrev religiösa texter.
4. Anonyma poeter. De här poeternas verk citeras anonymt, när de läggs in i de isländska sagorna. Anonymiteten tillät dem att maskera kommentarer kopplade till deras dikter.[1]

Skaldediktningen skrivs med ett strikt metriskt system med många språkliga figurer. Detta inkluderade de komplicerade men ofta högt sedda kenningrna, liksom ett stort mått av "konstnärlig frihet" vad gäller ordföljd och syntax.

### Sagalitteraturen
Sagalitteraturen är prosaberättelser skriven på fornnordiska. Den handlar om historiska händelser i den germanska och skandinaviska världen, inklusive invandningen till Island, vikingarnas resor till fjärran länder eller om Gotlands tidiga invånare.
I jämförelse med eddornas mestadels mytologiska berättelserna handlar sagorna i första hand om verkliga händelser, även om det även finns mer legendartade sagor, sagor om helgon, biskopar och översatta romansskildringar. Mytologiska referenser – eller mer romantiska eller fantastiska försköningar – lades till mer sällan. Sagalitteraturen är den huvudsakliga källan till studier om Skandinaviens historia mellan 800- och 1200-talet.

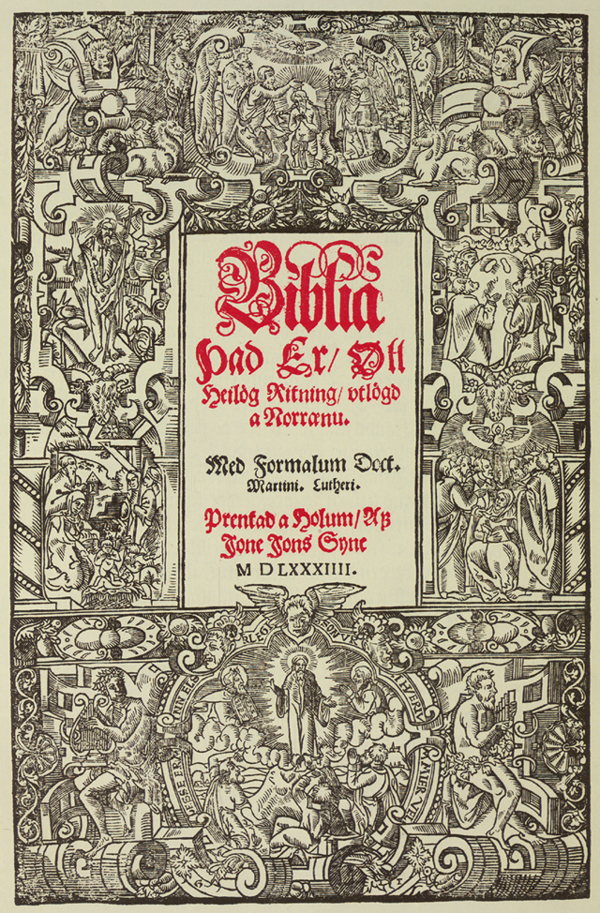
Frontespis i en påkostad Bibelupplaga av biskop Guðbrandur Þorláksson, tryckt 1584.

## Medelisländsk och senare litteratur
Den medelisländska perioden inträdde under sen medeltid och renässans. Viktiga tillskott till tidens litteratur kom från bland annat:
- religiösa verser – inte minst Hallgrímur Péturssons Passíusálmar
- rímur, rimmade versepos med allittererande vers, bestående av två till fyra versrader per strof och populära fram till slutet av 1800-talet
- självbiografisk prosa, som exempelvis Jón Magnússons Píslarsaga

En fullständig översättning av Bibeln slutfördes 1584. Ölandets första tryckeri hade då anlagts cirka 1530, av Islands siste katolske biskop, Jón Arason.
Den mest framstående poeten under 1700-talet var Eggert Ólafsson (1726–1768), medan Jón Þorláksson á Bægisá (1744–1819) översatte fler viktiga verk ur den internationella litteraturen, inklusive John Miltons Det förlorade paradiset (Paradísarmissir).

## Modern isländsk litteratur

### Litterärt uppvaknande
I början av 1800-talet skedde ett språkligt och litterärt uppvaknande. Romantiken nådde Island och var en dominant strömning under speciellt 1830-talet, hos namn som Bjarni Thorarensen (1786–1841) och Jónas Hallgrímsson (1807–45) – båda poeter. Jónas Hallgrímsson, även den första författaren av moderna isländska noveller (1847), påverkade Jón Thoroddsen (1818–68). Den senare författade 1850 den första isländska romanen och räknas som fader till den moderna isländska romanen.
Den klassiska isländska stilen från 1800-talet och tidiga 1900-talet vidmakthölls i första hand av Grímur Thomsen (1820–96), genom ett stort antal hjältedikter, och Matthías Jochumsson (1835–1920). Den senare författade många teaterpjäser som betraktades som början till det moderna isländska dramat. Thomsen är i Sverige mest känd för sången "Á Sprengisandi" ('Ridom, ridom och farom över sanden').

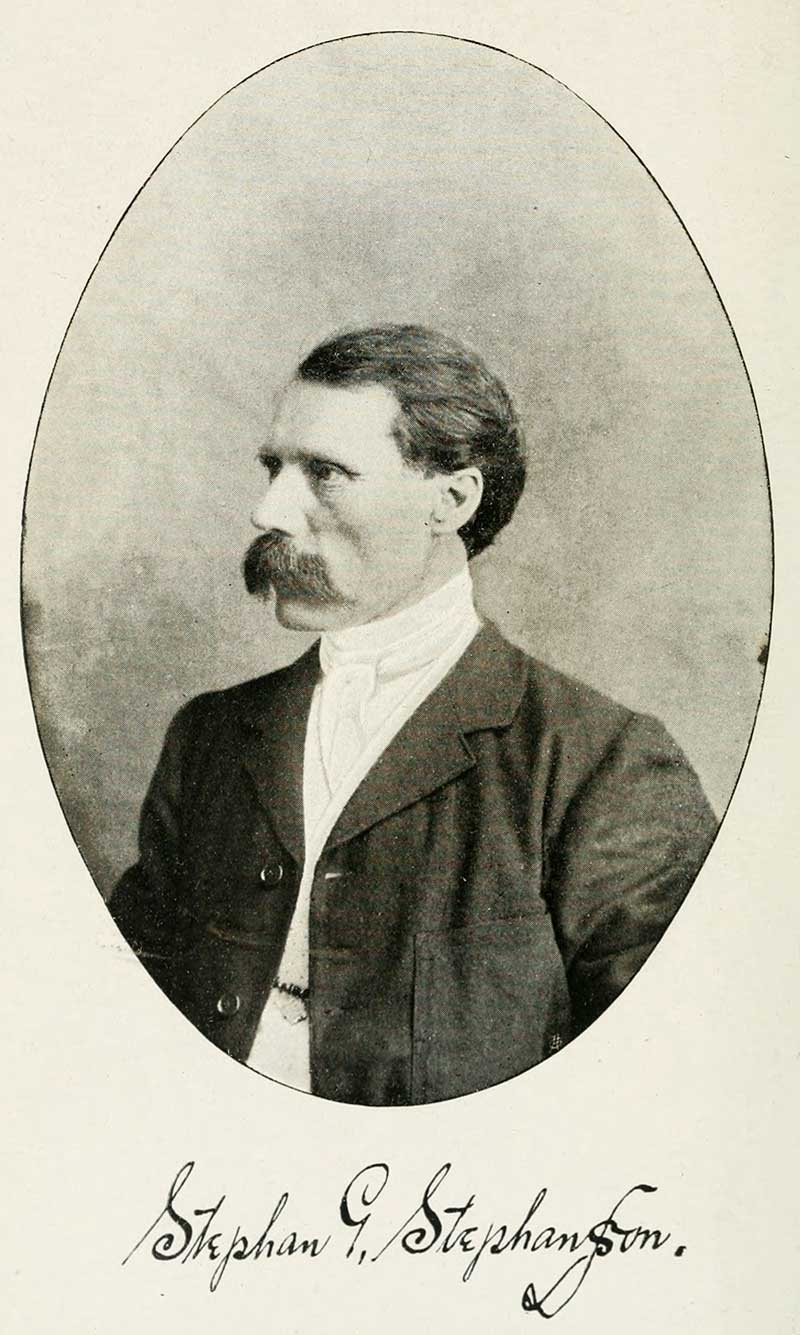
Stephan G. Stephansson.

Realismen och naturalismen följde på romantiken. Bland framstående realistiska författare fanns novellisten Gestur Pálsson (1852–91), känd för sina satirer samt för novellen "Kærleiksheimilið" ('Kärlekshemmet'). Där fanns också den isländsk-kanadensiske poeten Stephan G. Stephansson (1853–1927), som 1873 utvandrade till Kanada och från 1889 levde som bonde i Alberta. Han uppmärksammades för sin känsliga språkhantering och sin ironiska ådra.
Einar Benediktsson var en tidig företrädare för nyromantik. Han är på många vis en enstöring inom isländsk diktkonst, men han räknas ändå till de stora figurerna inom gebitet på Island. Både han och Stephansson förekommer i alla relevanta antologier från perioden och ingår som obligatorisk läsning i Islands skolor.

### 1900-talet
I början av 1900-talet började flera isländska författare skriva på danska, inklusive Jóhann Sigurjónsson och Gunnar Gunnarsson (1889–1975). Författaren Halldór Laxness (1902–98), 1955 års Nobelpristagare i litteratur, producerade både artiklar, essäer, dikter, noveller och romaner. Många av hans mest kända verk skrevs under den stora depressionen och andra världskriget, och bland hans flitigt översatta verk finns Fria män (Sjálfstætt fólk, 1934–35) och Islands klocka (Íslandsklukkan, 1943–46).
Efter första världskriget inträdde en återgång till en mer klassisk stil – främst inom poesin – via namn som Davíð Stefánsson och Tómas Guðmundsson. Den senare kom att närmast få inkarnera 1900-talets traditionella poesi. Mer moderna författare, från tiden efter andra världskriget, tenderar att smälta samman den klassiska stilen med en modernistisk sådan.
Av kvinnliga författare kan nämnas Jakobína Sigurðardóttir, som skrev socialrealistiska modernistiska romaner, och Svava Jakobsdóttir, som skrev romaner och noveller baserat på kvinnliga erfarenheter.
Under senare år har deckarförfattaren Arnaldur Indriðason (född 1961) blivit populär även utanför Islands gränser.